# 드래곤 (1993년 영화)
드래곤(Dragon: The Bruce Lee Story)은 미국에서 제작된 롭 코헨 감독의 1993년 액션, 드라마 영화이다. 제이슨 스콧 리 등이 주연으로 출연하였고 라파엘라 드 로렌티스 등이 제작에 참여하였다.

## 출연

### 주연
- 제이슨 스콧 리

### 조연
- 로렌 홀리
- 로버트 와그너
- 마이클 러너드
- 낸시 콴
- 케이 통 림
- 스터링 머서 주니어
- 세븐-올 도슨
- 릭 영
- 에릭 브러스코터
- 아키 알레옹

## 제작진
- 공동제작: 릭 네이단슨
- 미술: 오버트 지엠 비키
- 의상: 캐롤 람세이

## 한국어 더빙 성우진 (MBC, 1996년 9월 27일)
- 이윤연 - 브루스 리 (제이슨 스콧 리)
- 기경옥 - 린다 (로렌 홀리)
- 김용식
- 김태훈
- 전임복
- 이종오
- 최상기
- 김정신
- 김혜경
- 조향이
- 황윤걸
- 김강산
- 이승환
- 안지환
- 그 외 MBC 13기 전속성우